# 浅野哲也
浅野 哲也（あさの てつや、1967年2月23日 - ）は、茨城県鹿島郡鉾田町（現：鉾田市）出身の元プロサッカー選手、サッカー解説者・指導者（JFA 公認S級コーチ）。現役時代のポジションはミッドフィールダー、ディフェンダー。

## 選手経歴
1985年、茨城県立鉾田第一高等学校を卒業しトヨタ自動車に就職。当初は社内の同好会であるトヨタ蹴球団に所属していたがここでのプレーが認められ、1987年に社内で紹介され日本サッカーリーグのトヨタ自動車サッカー部に加入した。1991年には日本代表にも選出された。
1993年にはトヨタ自動車サッカー部を母体として発足した名古屋グランパスエイトに所属し、Jリーグに出場。途中、1994年に導入されたレンタル移籍制度によって同年途中から浦和レッドダイヤモンズに移籍し、レギュラー獲得。翌1995年名古屋に復帰し、1999年まで在籍した。特に名古屋がアーセン・ベンゲル監督を招いた時期には主力として重用され活躍した。またハンス・オフトおよびパウロ・ロベルト・ファルカンによっても、日本代表に選出された。
2000年、J1に昇格したばかりのFC東京に移籍。展開力を評価され 開幕前には何度か主力組に配されたものの、大熊清監督からは「まだこのチームには、1点を先行された時に浅野のフィード力を使って2点を取り返す力が無い」という判断を下され 先発出場は限られた。しかし、Jリーグ経験の長いベテランとしてプロとしての在り方を示し、選手会を主導してクラブに働きかけるなど、浅野の存在は若いチームにとって非常に大きなものだった。
2001年に川崎フロンターレに移籍するが、同年末に現役を引退。

## 現役引退以後
テレビ東京のスポーツ番組『スポーツ魂』やWOWOWやスカイパーフェクTV!のサッカー中継などでコメンテーター、解説者として活動。
2007年に湘南ベルマーレのヘッドコーチに就任。同年、S級ライセンス取得。2009年には湘南ユースの監督も務めた。
2010年からはアビスパ福岡ヘッドコーチに就任し、2011年8月に篠田善之の解任を受けて監督に昇格した。目標のJ1残留を果たせず、同年限りで退任。
2013年、伊賀FCくノ一の監督に就任。2014年9月に契約解除。
2015年、鹿児島ユナイテッドFCの監督に就任。目標のJリーグ入りを果たし、翌2016年も指揮。堅守をベースに 総力戦で 勝ち点を重ねたが、同年限りで契約を満了し監督を退任した。
2017年、AC長野パルセイロの監督に就任。2018年6月、クラブとの協議の結果退任すると発表された。
2019年3月1日、愛知県のサッカークラブWYVERNが新規設立したセカンドチーム（WYVERN U22）の監督に就任、同時にWYVERNのサブダイレクターに就任した。
2024年5月28日、途中解任された大島康明監督の後任として鹿児島ユナイテッドFCの監督に就任。8シーズンぶりの復帰となった。
2025年2月12日、wyvernアカデミーテクニカルダイレクターに就任することが発表された。

## 人物
娘は元宝塚歌劇団星組トップスターの礼真琴である。

## 所属クラブ
- 鉾田町立野友小学校[3]
- 鉾田町立鉾田南中学校[3]
- 1982年 - 1985年 茨城県立鉾田第一高等学校
- 1985年 - 1987年  トヨタ蹴球団
- 1987年 - 1992年  トヨタ自動車
- 1992年 - 1994年途中  名古屋グランパスエイト
- 1994年  浦和レッドダイヤモンズ
- 1995年 - 1999年   名古屋グランパスエイト
- 2000年  FC東京
- 2001年  川崎フロンターレ

## 個人成績
| 国内大会個人成績 | 国内大会個人成績 | 国内大会個人成績 | 国内大会個人成績 | 国内大会個人成績             | 国内大会個人成績          | 国内大会個人成績 | 国内大会個人成績 | 国内大会個人成績 | 国内大会個人成績 | 国内大会個人成績 | 国内大会個人成績 |
| 年度             | クラブ           | 背番号           | リーグ           | リーグ戦                     | リーグ戦                  | リーグ杯         | リーグ杯         | オープン杯       | オープン杯       | 期間通算         | 期間通算         |
| 年度             | クラブ           | 背番号           | リーグ           | 出場                         | 得点                      | 出場             | 得点             | 出場             | 得点             | 出場             | 得点             |
| 日本             | 日本             | 日本             | 日本             | リーグ戦                     | リーグ戦                  | JSL杯/ナビスコ杯 | JSL杯/ナビスコ杯 | 天皇杯           | 天皇杯           | 期間通算         | 期間通算         |
| ---------------- | ---------------- | ---------------- | ---------------- | ---------------------------- | ------------------------- | ---------------- | ---------------- | ---------------- | ---------------- | ---------------- | ---------------- |
| 1985             | トヨタ蹴球団     |                  |                  |                              |                           | -                | -                |                  |                  |                  |                  |
| 1986             | トヨタ蹴球団     |                  |                  |                              |                           | -                | -                |                  |                  |                  |                  |
| 1987-88          | トヨタ           | 25               | JSL1部           | 1                            | 0                         | 0                | 0                | 0                | 0                | 1                | 0                |
| 1988-89          | トヨタ           | 25               | JSL2部           | 10                           | 2                         | 0                | 0                | 1                | 0                | 11               | 2                |
| 1989-90          | トヨタ           | 25               | JSL2部           | 29                           | 3                         | 3                | 0                | -                | -                | 32               | 3                |
| 1990-91          | トヨタ           | 2                | JSL1部           | 22                           | 6                         | 2                | 0                | -                | -                | 24               | 6                |
| 1991-92          | トヨタ           | 2                | JSL1部           | 16                           | 1                         | 1                | 0                | 2                | 0                | 19               | 1                |
| 1992             | 名古屋           | -                | J                | -                            | -                         | 2                | 1                | 0                | 0                | 2                | 1                |
| 1993             | 名古屋           | -                | J                | 20                           | 1                         | 0                | 0                | 3                | 1                | 23               | 2                |
| 1994             | 名古屋           | -                | J                | 3                            | 0                         | 0                | 0                | -                | -                | 3                | 0                |
| 1994             | 浦和             | -                | J                | 29                           | 2                         | 2                | 0                | 3                | 1                | 34               | 3                |
| 1995             | 名古屋           | -                | J                | 50                           | 4                         | -                | -                | 5                | 3                | 55               | 7                |
| 1996             | 名古屋           | -                | J                | 29                           | 5                         | 13               | 2                | 1                | 0                | 43               | 7                |
| 1997             | 名古屋           | 8                | J                | 29                           | 4                         | 10               | 0                | 1                | 0                | 40               | 4                |
| 1998             | 名古屋           | 8                | J                | 23                           | 2                         | 1                | 0                | 4                | 0                | 28               | 2                |
| 1999             | 名古屋           | 8                | J1               | 13                           | 1                         | 2                | 0                | 0                | 0                | 15               | 1                |
| 2000             | FC東京           | 6                | J1               | 8                            | 0                         | 0                | 0                | 0                | 0                | 8                | 0                |
| 2001             | 川崎             | 4                | J2               | 8                            | 0                         | 1                | 0                | 5                | 0                | 14               | 0                |
| 通算             | 日本             | 日本             | J1               | 204                          | 19                        | 30               | 3                | 17               | 5                | 251              | 27               |
| 通算             | 日本             | 日本             | J2               | 8                            | 0                         | 1                | 0                | 5                | 0                | 14               | 0                |
| 通算             | 日本             | 日本             | JSL1部           | 39                           | 7\|\|\|\|\|\|\|\|\|\|\|\| |                  |                  |                  |                  |                  |                  |
| 通算             | 日本             | 日本             | JSL2部           | 39                           | 5\|\|\|\|\|\|\|\|\|\|\|\| |                  |                  |                  |                  |                  |                  |
| 通算             | 日本             | 日本             |                  | \|\|\|\|\|\|\|\|\|\|\|\|\|\| |                           |                  |                  |                  |                  |                  |                  |
| 総通算           | 総通算           | 総通算           | 総通算           | \|\|\|\|\|\|\|\|\|\|\|\|\|\| |                           |                  |                  |                  |                  |                  |                  |

その他の公式戦
- 1990年
  - コニカカップ 4試合0得点
- 1991年
  - コニカカップ 3試合1得点
- 1992年
  - ゼロックス・チャンピオンズ・カップ 2試合0得点
- 1996年
  - XEROX SUPER CUP 1試合0得点
  - サントリーカップ 1試合0得点
- 1997年
  - サンワバンクカップ 1試合0得点

出場歴
- Jリーグ初出場：1993年5月16日 J サントリーシリーズ第1節 鹿島アントラーズ戦 (カシマ)
- Jリーグ初得点：1993年8月4日 J NICOSシリーズ第3節 ジェフユナイテッド市原戦 (市原)
- JSL（1部）初出場：1987年
- JSL（1部）初得点：1991年1月26日 NKK戦 (豊田市運動公園陸上競技場)
- JSL（2部）初得点：1988/89年

## 代表歴
- 日本代表初出場（国際Aマッチ）：1991年6月2日  タイ戦 (山形県総合運動公園陸上競技場)
- 日本代表初得点（国際Aマッチ）：1994年5月22日  オーストラリア戦 (広島ビッグアーチ)
- 日本代表初出場：1991年4月4日  スパルタク・モスクワ戦 (国立)
- 日本代表初得点：1992年7月13日  デン・ヘルダー アマチュア選抜戦 (ザイスト)

### 試合数
- 国際Aマッチ 8試合 1得点 (1991-1994)[2]

| 日本代表 | 国際Aマッチ | 国際Aマッチ |
| 年       | 出場        | 得点        |
| -------- | ----------- | ----------- |
| 1991     | 2           | 0           |
| 1992     | 3           | 0           |
| 1993     | 0           | 0           |
| 1994     | 3           | 1           |
| 通算     | 8           | 1           |

### 出場
| No. | 開催日         | 開催都市 | スタジアム                         | 対戦相手       | 結果        | 監督                         | 大会               |
| --- | -------------- | -------- | ---------------------------------- | -------------- | ----------- | ---------------------------- | ------------------ |
| 1.  | 1991年06月02日 | 山形県   | 山形県総合運動公園陸上競技場       | タイ           | ○1-0        | 横山謙三                     | キリンカップ       |
| 2.  | 1991年07月27日 | 長崎県   | 長崎県立総合運動公園陸上競技場     | 韓国           | ●0-1        | 横山謙三                     | 日韓定期戦         |
| 3.  | 1992年08月24日 | 北京     |                                    | 中華人民共和国 | ○2-0        | ハンス・オフト               | ダイナスティカップ |
| 4.  | 1992年08月26日 | 北京     |                                    | 北朝鮮         | ○4-1        | ハンス・オフト               | ダイナスティカップ |
| 5.  | 1992年08月29日 | 北京     |                                    | 韓国           | △2-2(PK4-2) | ハンス・オフト               | ダイナスティカップ |
| 6.  | 1994年05月22日 | 広島県   | 広島広域公園陸上競技場             | オーストラリア | △1-1        | パウロ・ロベルト・ファルカン | キリンカップ       |
| 7.  | 1994年05月29日 | 東京都   | 国立霞ヶ丘競技場陸上競技場         | フランス       | ●1-4        | パウロ・ロベルト・ファルカン | キリンカップ       |
| 8.  | 1994年07月14日 | 兵庫県   | 神戸総合運動公園ユニバー記念競技場 | ガーナ         | ○2-1        | パウロ・ロベルト・ファルカン | アシックスカップ   |

### 得点数
| # | 開催日         | 開催地 | 会場                   | 相手           | 結果 | 大会         |
| - | -------------- | ------ | ---------------------- | -------------- | ---- | ------------ |
| 1 | 1994年05月22日 | 広島県 | 広島広域公園陸上競技場 | オーストラリア | △1-1 | キリンカップ |

## 指導歴
- 国際学院高校 コーチ[10]
- 2007年 - 2009年 湘南ベルマーレ
  - 2007年 トップチーム ヘッドコーチ
  - 2008年 トップチーム コーチ
  - 2009年 ユース 監督
- 2010年 - 2011年 アビスパ福岡
  - 2010年 - 2011年8月 トップチーム ヘッドコーチ
  - 2011年8月 - 同年12月トップチーム 監督
- 2013年 - 2014年9月 伊賀フットボールクラブくノ一 監督
- 2015年 - 2016年 鹿児島ユナイテッドFC 監督
- 2017年 - 2018年6月 AC長野パルセイロ 監督
- 2019年 - 2024年5月 WYVERN サブダイレクター兼トップチームコーチ兼セカンドチーム(WYVERN U22) 監督
- 2024年5月 - 同年12月 鹿児島ユナイテッドFC 監督

## 監督成績
| 年度   | クラブ     | 所属         | リーグ戦 | リーグ戦 | リーグ戦 | リーグ戦 | リーグ戦 | リーグ戦 | カップ戦       | カップ戦   |
| 年度   | クラブ     | 所属         | 順位     | 勝点     | 試合     | 勝       | 分       | 敗       | リーグ杯       | オープン杯 |
| ------ | ---------- | ------------ | -------- | -------- | -------- | -------- | -------- | -------- | -------------- | ---------- |
| 2009   | 湘南ユース | プリンス関東 | 2位      | 13       | 5        | 4        | 1        | 0        | -              | -          |
| 2011   | 福岡       | J1           | 17位     | 14       | 15       | 4        | 2        | 9        | -              | 3回戦      |
| 2013   | 伊賀くノ一 | なでしこ     | 4位      | 28       | 18       | 8        | 4        | 6        | グループリーグ | ベスト4    |
| 2014   | 伊賀くノ一 | なでしこ     | 9位      | 16       | 20       | 4        | 4        | 12       | -              | -          |
| 2015   | 鹿児島     | JFL          | 4位      | 60       | 30       | 18       | 6        | 6        | -              | 1回戦      |
| 2016   | 鹿児島     | J3           | 5位      | 50       | 30       | 15       | 5        | 10       | -              | 1回戦      |
| 2017   | 長野       | J3           | 5位      | 50       | 32       | 13       | 11       | 8        | -              | 4回戦      |
| 2018   | 長野       | J3           | 14位     | 12       | 12       | 2        | 6        | 4        | -              | 2回戦      |
| 2024   | 鹿児島     | J2           | 19位     | 16       | 21       | 4        | 4        | 13       | -              | -          |
| 総通算 | 総通算     | 総通算       | -        | -        | 162      | 68       | 39       | 55       | -              | -          |